# Musidora (Etty)
Vous lisez un « bon article » labellisé en 2017.
Pour les articles homonymes, voir Musidora.
Musidora ou La Baigneuse est le titre donné à quatre tableaux quasi identiques signés du peintre anglais William Etty à partir de 1843. Le nom complet d'origine est Musidora: The Bather 'At the Doubtful Breeze Alarmed', ce qui peut se traduire par Musidora : la baigneuse alarmée par la caresse du vent. Les tableaux illustrent une scène tirée du poème Summer (L'Été) publié en 1727 par James Thomson dans son ouvrage Les Saisons, scène dans laquelle un jeune homme aperçoit sans le vouloir une jeune femme qui se baigne nue : il est alors partagé entre son désir de la contempler et le besoin moral qu'il éprouve de devoir détourner le regard. La scène connaît du succès auprès de nombreux artistes anglais contemporains de William Etty, car elle constitue l'un des rares bons prétextes pour représenter le nu féminin à une époque qui tend à le censurer.
Les quatre tableaux sont identiques en termes de composition, à part quelques différences de détail dans le paysage à l'arrière-plan. La première version est exposée en 1843 ; elle appartient depuis à des collections privées successives. Deux autres versions font désormais partie de collections publiques : l'une est à la Tate Britain de Londres, l'autre à la Manchester Art Gallery. La première est peinte en 1844 pour être exposée en 1846, et cette même année Etty crée la deuxième version ; on ignore lequel des deux musées abrite la première de ces versions. Il existe enfin en collection privée une quatrième version de nettement moins bonne facture, qui pourrait même être l’œuvre ultérieure d'un copiste.
Musidora reçoit un accueil critique extrêmement favorable dès sa première exposition et beaucoup la considèrent comme l'une des plus grandes toiles produites par un artiste anglais. Toutefois, après la mort d'Etty en 1849, son œuvre passe rapidement au second plan. C'est aussi une époque où le thème de Musidora commence à passer de mode au profit de celui de Lady Godiva ; et à partir des années 1870, ce sont les écrits de Thomson qui tendent à sombrer dans l'oubli. Par conséquent, Musidora n'influence guère d'autres créateurs — à l'exception notable de John Everett Millais pour son Chevalier errant.
La version du Tate Britain fait partie de deux grandes expositions à Londres en 2001-2002 ainsi qu'à York en 2011-2012.

## Contexte

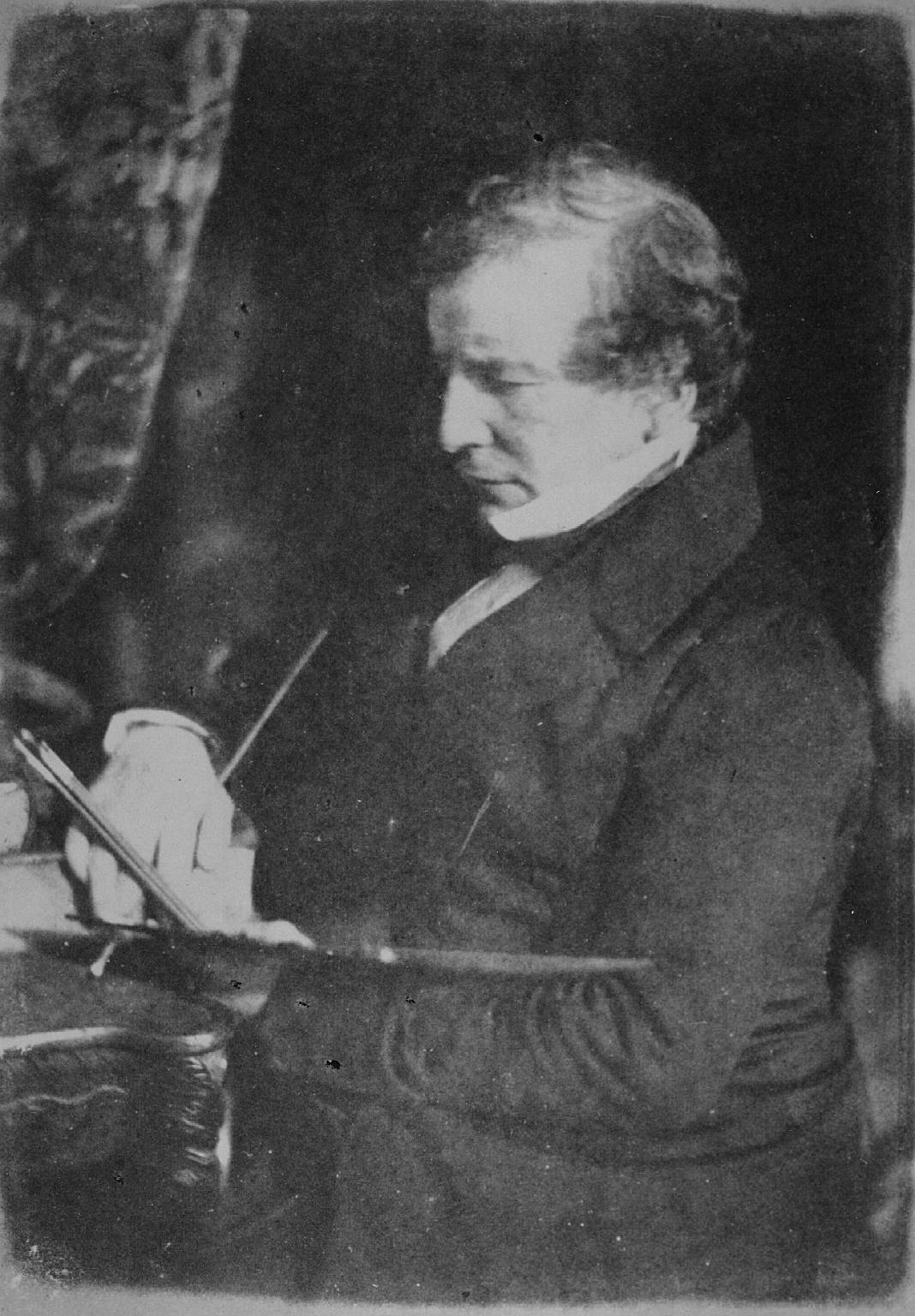
William Etty en 1844, photographié à peu près à l'époque où il peint Musidora.
Cliché conservé au musée d'art du comté de Los Angeles.

William Etty, né en 1787, est le septième enfant d'un meunier-boulanger qui vit dans la ville de York, dans le nord-est de l'Angleterre. Il commence à travailler comme apprenti à l'âge de onze ans, chez un imprimeur de Kingston-upon-Hull. Au bout de sept années, il part s'installer à Londres avec quelques pastels en poche et la ferme intention de se lancer dans la peinture historique à l'image des Grands Maîtres. Il étudie alors son art auprès de Thomas Lawrence. Fortement influencé par l’œuvre du Titien et de Rubens, il compose de nombreux tableaux qu'il soumet à la Royal Academy of Arts et à la British Institution, mais ils sont presque tous rejetés et les rares qui sont exposés n'éveillent que fort peu d'intérêt.
En 1821 cependant, la Royal Academy accepte et expose l'une des œuvres d'Etty, L'Arrivée de Cléopâtre en Cilicie (également connue sous le titre Le Triomphe de Cléopâtre), œuvre présentant un grand nombre de personnages nus : cette fois, Cléopâtre reçoit un accueil extrêmement positif et déclenche une vague d'admiration à l'égard d'Etty. Il est élu membre de la Royal Academy en 1828, devant John Constable. On l'admire en particulier pour la qualité des tons de chair qu'il parvient à rendre. Pendant la décennie qui suit l'exposition de Cléopâtre, Etty s'efforce de retrouver le même succès en représentant des nus dans différents décors d'inspiration biblique, littéraire ou encore mythologique. Il expose ainsi quinze tableaux entre 1820 et 1829, dont quatorze comportent des nus.
La représentation du nu n'est pas une pratique iconographique courante en Angleterre, même si des tableaux semblables peints par des artistes étrangers y font partie de collections privées ; de plus, la proclamation royale (en) émise par George III en 1787 pour « décourager le vice » en empêche la publication et la diffusion. William Etty est le premier artiste britannique à se spécialiser dans le nu, et bon nombre de critiques jugent que ses nombreuses représentations du corps féminin sont indécentes — tandis que ses nus masculins sont généralement bien appréciés,. À partir de 1832, mis sous pression par des attaques répétées dans la presse, Etty persiste à représenter des corps nus, mais fournit d'importants efforts pour intégrer à son travail des éléments teintés de moralisme.

## Sujet du tableau
Musidora s'inspire directement du poème L'Été, écrit par le poète et dramaturge James Thomson. L'Été est publié en 1727 pour la première fois, puis il reparaît en 1730 dans un ouvrage intitulé Les Saisons, accompagné de L'Hiver (paru en 1726), Le Printemps (1728) et L'Automne (1730). Bien que chacun des quatre poèmes obtienne assez peu de succès à sa parution, la publication des Saisons au complet s'avère un succès critique et commercial ; Thomson commence alors à intégrer le milieu politique et culturel londonien le plus choisi. En juin 1744, il publie une version fortement remaniée des Saisons, ce qui lui vaut une renommée qui se prolongera ensuite durant plusieurs décennies. Ainsi, Joseph Haydn compose un grand oratorio, Die Jahreszeiten, inspiré du poème ; des artistes peintres aussi notables que Thomas Gainsborough, J. M. W. Turner ou Richard Westall en font des tableaux ; et ce sont plus de 400 éditions des Saisons qui sont publiées, dans de nombreuses langues, entre 1744 et 1870.
Le tableau représente une scène dans laquelle le jeune Damon, pensif, est assis au bord d'une rivière par une chaude journée d'été. C'est alors que la belle Musidora, ignorant qu'elle peut être vue, vient se baigner nue dans la rivière pour s'y rafraîchir. Damon se trouve déchiré entre son désir de la contempler et le sentiment de « raffinement délicat » qu'il éprouve à devoir détourner le regard. Il décide finalement de respecter la pudeur de la jeune femme et lui écrit un message qu'il laisse à son intention au bord de la rivière :
| « Bathe on, my fair, Yet unbeheld save by the sacred eye Of faithful love: I go to guard thy haunt; To keep from thy recess each vagrant foot And each licentious eye. » | Cesse de te troubler, reine de la beauté, Je vais loin de ces lieux, d'un pas précipité, Empêcher que personne en sa course indiscrète Ne vienne visiter ta paisible retraite. |

Lorsque Musidora trouve le message, elle est d'abord troublée ; mais à la lecture son inquiétude laisse place à de l'admiration pour une aussi noble attitude, ainsi qu'à un sentiment de fierté à l'idée que sa beauté puisse provoquer semblable réaction. Elle lui laisse donc un message à son tour :
| « Dear youth! sole judge of what these verses mean, By fortune too much favoured, but by love, Alas! not favoured less, be still as now Discreet: the time may come you need not fly. » | Toi qui seul de ces vers peut connoître le charme, Que la fortune, hélas ! combla de ses faveurs Et dont l'amour, peut-être, écarte ses rigueurs, À la discrétion sache unir la prudence Et tu pourras un jour ne point fuir ma présence. |

Dans la mesure où cette scène appartient à une œuvre littéraire qui, dans les années 1840, fait partie de ce que la littérature anglaise compte de plus important et de plus respectable, le traitement pictural du thème de Musidora est jugé parfaitement acceptable. C'est donc un prétexte idéal pour représenter le nu féminin, et les plus célèbres peintres de l'époque ne s'en privent pas — au point qu'on a pu employer le terme de « Vénus nationale de substitution » pour qualifier le personnage. Pour sa part, William Etty exploite pleinement le thème de la baigneuse : l’universitaire Béatrice Laurent observe que « sous [son] pinceau, l'eau douce est érotisée » comme lorsqu'il met en scène des baigneuses surprise par un cygne,.

Etty peint donc trois, voire quatre versions successives de sa Musidora, la première étant exposée au Salon de printemps de la Royal Academy en 1843. Toutefois, la version la plus connue n'est pas cette toute première, mais plutôt celle de 1844, aujourd'hui conservée à la Tate Britain et vraisemblablement exposée pour la première fois à la British Institution en 1846,. Les quatre tableaux sont de composition similaire, bien que des variations mineures apparaissent à l'arrière-plan. Comme l'un d'eux présente un assez faible niveau d'exécution, il est possible qu'il soit de la main d'un copiste.

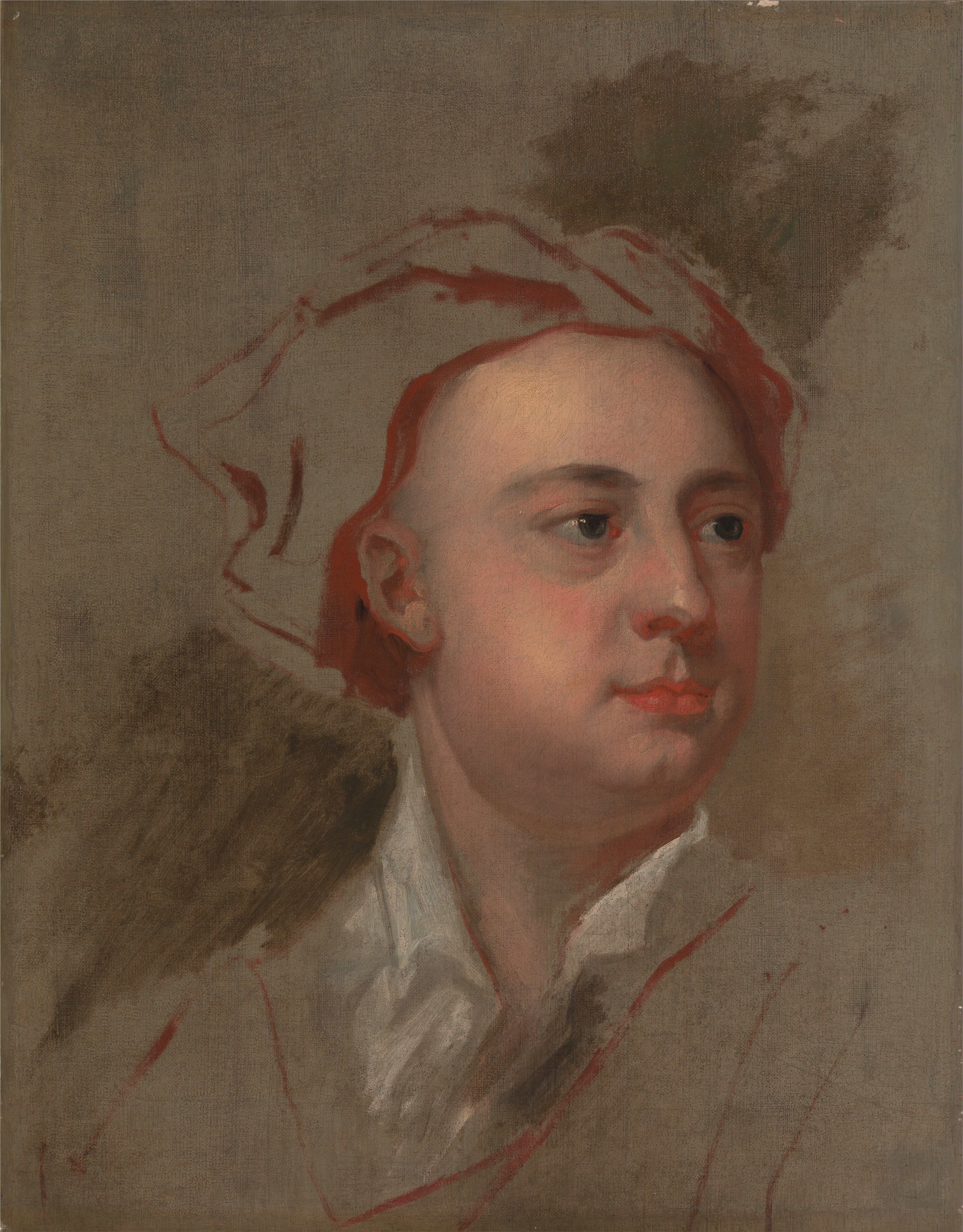
Le tableau d'Etty s'inspire directement de l’œuvre de James Thomson.
Portrait inachevé de Thomson par William Aikman, v. 1725, centre d'art britannique de Yale.

## Description
Ces quelques vers tirés de L'Été accompagnent le tableau lors de sa première exposition :
| « How durst thou risk the soul-distracting view As from her naked limbs of glowing white, Harmonious swelled by nature's finest hand, In folds loose-floating fell the fainter lawn, And fair exposed she stood, shrunk from herself, With fancy blushing, at the doubtful breeze Alarmed, and starting like the fearful fawn? Then to the flood she rushed. » | Mais, comment osas-tu dans ton égarement T'exposer à l'erreur d'un vif ravissement, Lorsque, se détachant, une gaze flottante Laissa voir de son corps la blancheur éclatante, De l'éternel amour le chef-d’œuvre secret. Honteuse elle regarde ; et son cœur inquiet S'alarme au moindre bruit : telle qu'un daim timide Elle avance en tremblant ; plonge dans l'eau limpide […]. |

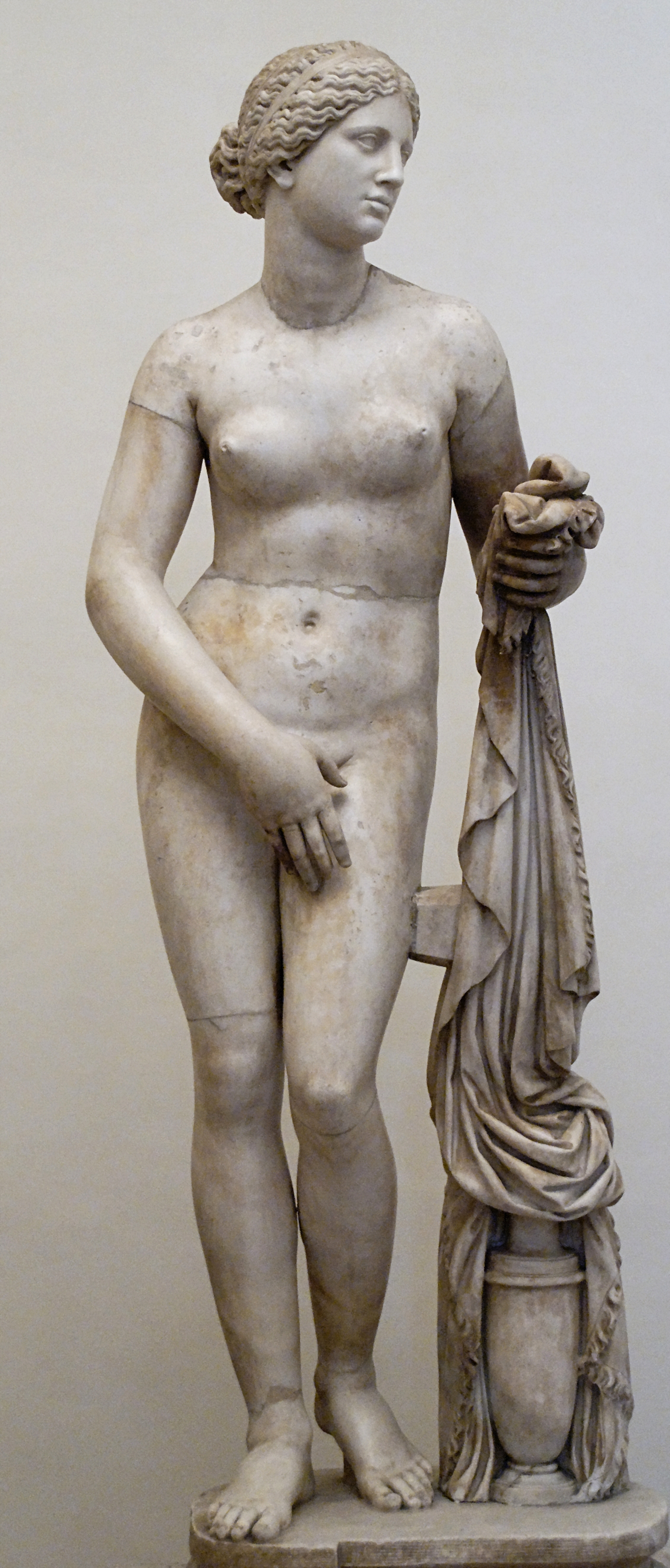
L'Aphrodite de Cnide, attribuée à Praxitèle, est une source d'inspiration directe pour la pose de Musidora.
Copie romaine en marbre, palais Altemps.

Le tableau traite du passage de L'Été où Musidora, qui vient de retirer ses vêtements, entre dans l'eau pour se baigner dans la fraîcheur du courant,. Damon n'apparaît nullement sur cette image : au contraire, la scène est vue de son seul point de vue. En plaçant ainsi le spectateur dans sa position, Etty vise à déclencher les mêmes réactions et à recréer le dilemme où Thomson place son personnage : doit-on apprécier le spectacle tout en le sachant indécent, ou doit-on plutôt céder aux injonctions morales de son temps et donc détourner le regard ? L'historienne de l'art Sarah Burnage estime que le spectateur se trouve soumis à une épreuve à la fois morale et émoustillante, qui le pousse à se divertir autant qu'à s'y refuser,.
Inspirée du style classique de Praxitèle, la pose de Musidora évoque celle de l'Aphrodite de Cnide ainsi que de la Vénus de Médicis. Il est également possible qu'Etty ait vu la version peinte par Thomas Gainsborough, qui partage certains traits avec la sienne. Certes, la Musidora de Gainsborough (le seul grand nu qu'il ait jamais réalisé) n'est jamais exposée de son vivant et reste abritée dans une collection privée jusqu'en 1847 ; mais comme Etty est un proche de Robert Vernon, à l'époque propriétaire de la toile de Gainsborough, il peut tout à fait l'avoir aperçue dans sa collection.
Pour servir de décor à la scène, Etty choisit de représenter un étang situé sur les terres du domaine The Plantation, dans le village d'Acomb, près de York, où réside son ami et mécène Isaac Spencer, pasteur de la paroisse, et qu'il a déjà peint. En 1846, Etty acquiert justement une maison à York, en prévision de sa retraite ; d'après Sarah Burnage, il choisit de représenter cette région parce qu'il y voit la quintessence même du paysage anglais.
Etty est coutumier d'une peinture de style vénitien, aux couleurs riches et aux nombreux détails ; pourtant, il choisit pour Musidora une palette beaucoup plus douce et plus orientée vers les teintes de terre, encore que les jeux de lumière sur la peau rappellent bien ses façons de peindre habituelles. Il s'éloigne de Rubens, qui l'a essentiellement influencé jusqu'alors, pour s'approcher du Titien. Cette évolution du style doit beaucoup au sujet qui est traité : en effet, les thèmes historiques qu'Etty avait auparavant choisis étaient puisés dans la mythologie gréco-romaine et les scènes se situaient dans des décors méditerranéens ensoleillés. À l'opposé, le poème des Saisons est considéré comme d'essence purement britannique et son traitement requiert une palette plus sage, correspondant aux conditions de luminosité du Yorkshire.

## Accueil critique
Les deux versions qui sont exposées rencontrent un succès remarquable : Musidora est considéré dès lors comme le meilleur tableau de nu signé par William Etty. Un article publié dans la revue The Court Magazine and Monthly Critic, se référant à la version de 1843, juge qu'il s'agit là de « l'une des figures féminines les plus délicates et les plus belles de toute la galerie » et que « nulle teinte ne saurait être plus naturelle, ni plus Titianesque, si l'on ose le terme »,. De son côté, The Literary Gazette juge que la version de 1846 constitue « la plus belle œuvre de William Etty, et de loin » ; son travail se voit rapproché de celui de Rembrandt, notamment pour sa capacité à saisir les ombres et les reflets sur l'eau : « dans la manière de rendre ces effets, nul ne dépasse Etty et bien peu l'égalent, quelles que soient l'école de peinture et l'époque »,. Un article du Critic qualifie le tableau d’« œuvre supérieure » qui marque « le triomphe de l'école britannique »,.
L'historien Leonard Robinson montre que le succès rencontré par Musidora correspond à une période de changement dans le marché de l'art. Dans un contexte marqué par les effets de la révolution industrielle et notamment par l'émergence d'une classe moyenne, ce marché n'est désormais plus réservé à une aristocratie aux goûts façonnés par une éducation classique marquée par la mythologie gréco-romaine. Les nouveaux acheteurs ne disposent pas forcément des connaissances requises pour comprendre les références de la peinture historique de l'époque, mais ils n'en sont pas moins aptes à reconnaître la beauté d'exécution de Musidora, ainsi que ses qualités esthétiques propres.

## Influence ultérieure

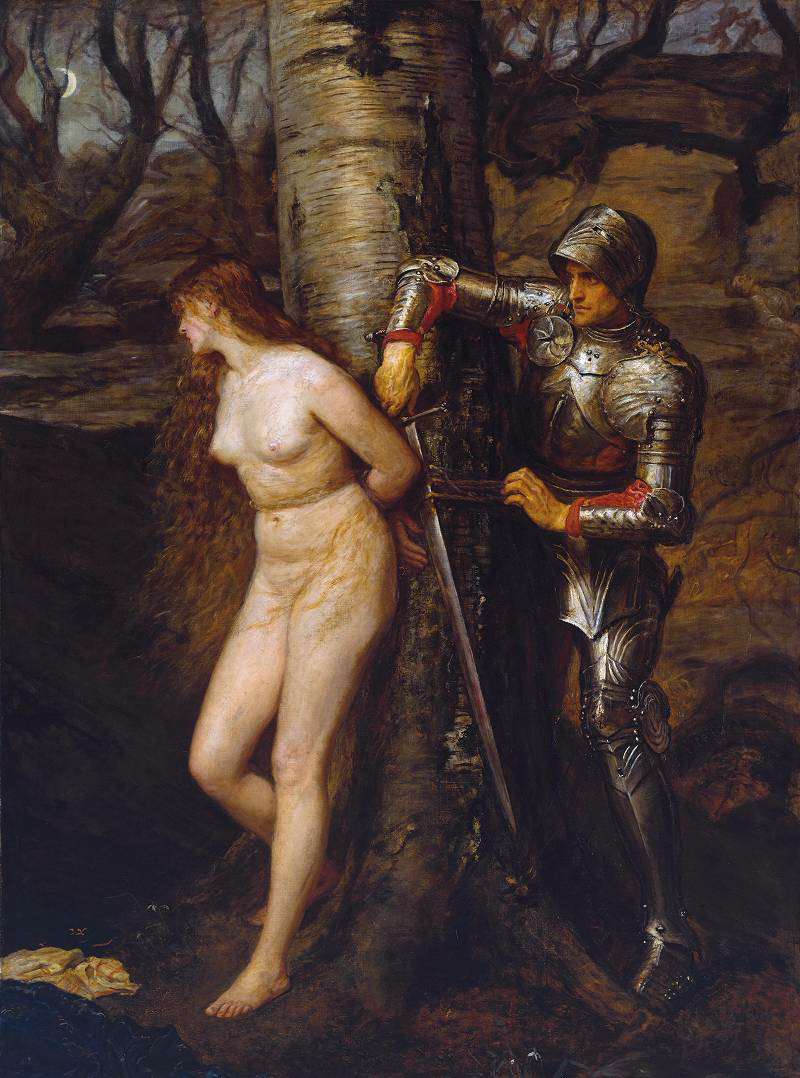
Le Chevalier errant de John Everett Millais (1870) est l'un des rares tableaux probablement influencés par la Musidora de William Etty.

Au moment où le public découvre les tableaux d'Etty, le thème de Musidora est déjà en train de devenir fort commun : ainsi, en 1850 un article de la Literary Gazette en parle comme l'un des thèmes les plus courants dans la peinture du moment,. Devant ce manque d'originalité, l'intérêt pour Musidora comme sujet de nu féminin décroît au profit du traitement du thème de Lady Godiva — très en vogue grâce à la publication par Tennyson de son poème Godiva. D'autre part, l'influence littéraire de James Thomson s'étiole à partir de la disparition de William Wordsworth en 1850. Les années 1870 voient le début du déclin de l'intérêt des lecteurs, au point qu'à la fin du XXe siècle ses écrits ne sont plus guère connus du grand public, si l'on excepte le poème Rule, Britannia!
À la mort d'Etty en 1849, bien qu'il ait peint et exposé ses œuvres jusqu'à la fin, il souffre souvent d'une image de pornographe dans le grand public,. Son confrère Charles Robert Leslie, peu après sa mort, observe qu'« Etty lui-même, sans jamais penser à mal, n'avait nul conscience de la façon dont ses œuvres pouvaient être considérées par certains esprits plus grossiers ». Son prestige décline peu à peu tandis que de nouvelles écoles artistiques se développent en Grande-Bretagne ; à la fin du XIXe siècle la valeur de ses tableaux est considérablement diminuée.
Le célèbre Chevalier errant que John Everett Millais peint en 1870 est probablement influencé par Musidora ; toutefois, en-dehors de Millais et de William Edward Frost (ami et disciple de William Etty), peu d'artistes notables peuvent revendiquer l'influence d'Etty dans leur travail. En 1882, un rédacteur de Vanity Fair évoque Musidora en ces termes : « Je sais trop bien combien certains rustauds et leurs femmes se comportent devant des tableaux comme celui de la baigneuse d'Etty. J'ai déjà vu des groupes d'ouvriers qui rôdaient autour, et je sais que leur intérêt artistique pour les études de nu n'est rien moins qu'embarrassant »,. Au début du XXe siècle, le style victorien en arts et en littérature est complètement passé de mode, et en 1915 le terme même de « victorien » est devenu péjoratif. Musidora n'enthousiasme guère plus d'amateurs, à de rares exceptions près comme le critique Frederick Mentone, auteur de The Human Form in Art, publié en 1944.

## Versions
La version 1843 de Musidora est acquise directement auprès d'Etty par le marchand d'art George Knott, pour la somme de 70 guinées, soit environ 90 000 £ d'aujourd'hui, et elle est revendue, deux ans plus tard, pour 225 guinées. Le tableau passe ensuite par diverses collections privées, au moins jusqu'en 1948. Il est exposé au public à trois reprises : la première fois en 1843 à la Royal Academy, puis en 1849 à l'occasion d'une rétrospective Etty à la Society of Arts, et enfin en 1899 pour l'exposition des Grands Maîtres qui se tient de nouveau à la Royal Academy.
Il est difficile, en revanche, d'établir aujourd'hui quelle version a pu en être exposée à la British Institution en 1846. On sait que celle désormais conservée à la Tate Britain est acquise auprès d'Etty, par Jacob Bell, en 1859, pour un montant inconnu, puis confiée à la Tate Gallery en 1900. En 2001-2002, le tableau est inclus dans une exposition de la Tate Britain intitulée Exposed: The Victorian Nude ; puis une nouvelle exposition le met en lumière en 2011-2012, dans le cadre d'une importante rétrospective du travail d'Etty à la York Art Gallery.
Une autre version, qui pourrait être celle exposée en 1846, est confiée en 1917, par le collectionneur James Gresham, à la Manchester Art Gallery qui l'abrite toujours depuis,. Enfin, il en existe une dernière, très similaire aux tableaux de la Tate et de Manchester, et qui appartient à une collection privée. Mais elle est d'une exécution nettement plus faible que les autres, et il pourrait s'agir d'une copie réalisée au XIXe siècle.

Les deux versions exposées au public
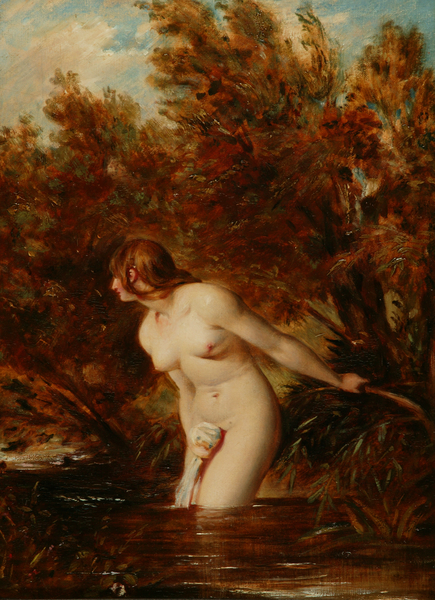
La version de 1846 (?) conservée à la Manchester Art Gallery, offerte par J.Gresham.
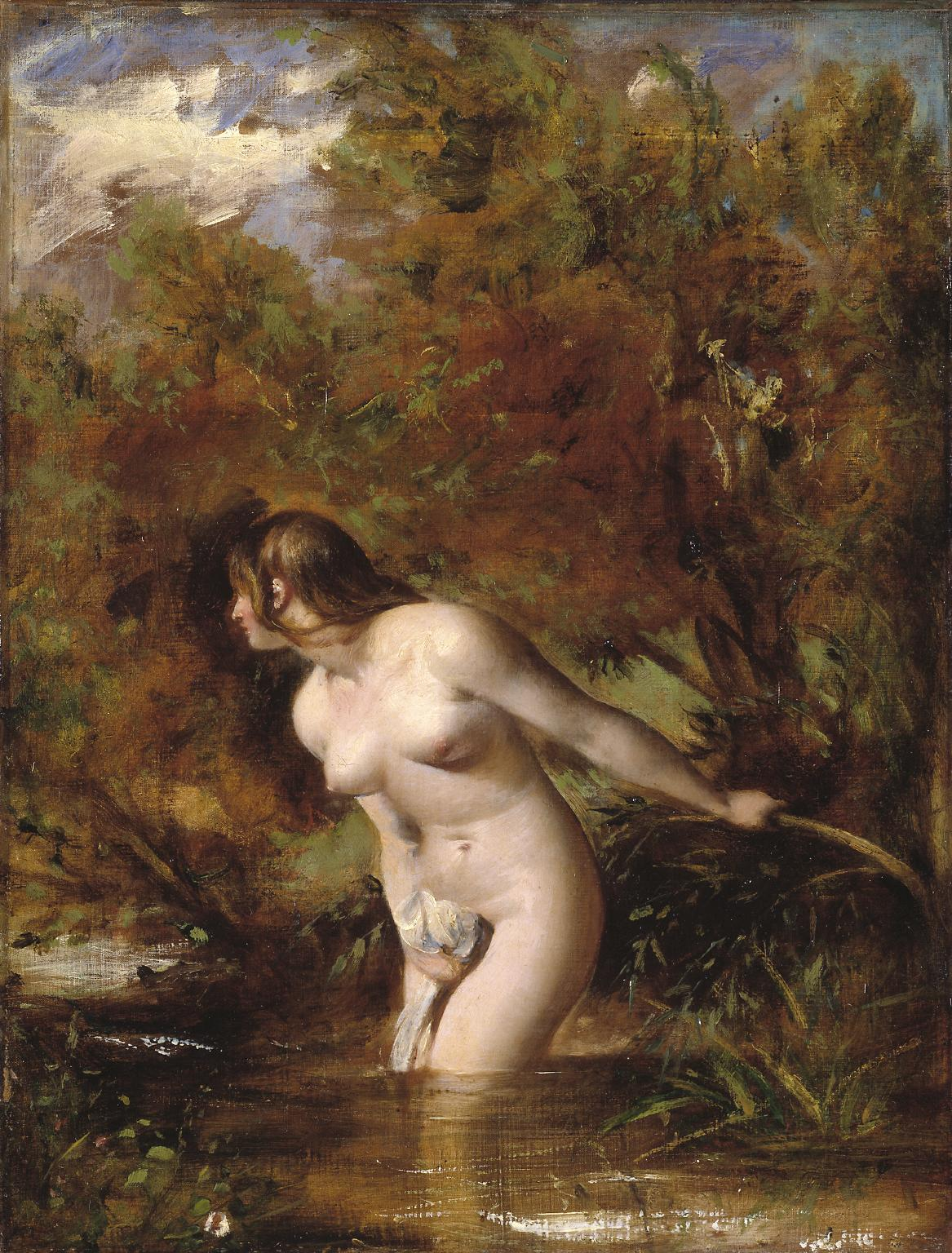
La version de 1844 (?) conservée à la Tate de Londres, offerte par Jacob Bell.